# Liquid Sound
Liquid Sound ist ein Verfahren zur Unterwasserbeschallung von Schwimmbädern mit Musik oder meditativen Klängen in Verbindung mit Lichteffekten. Es ist zugleich eine geschützte Wortmarke des Erfinders, des Frankfurter Autors und Musikers Micky Remann.

## Micky Remann
Remann (* 1951 in Löhne-Mennighüffen) studierte Germanistik und schloss mit einer Magisterarbeit über Paul Scheerbart ab. Anfang der 1980er Jahre war er als „Musiker, Schriftsteller und ‚Weltbildreisender‘ lange Zeit außerhalb Europas unterwegs“. Er veröffentlichte neben Artikeln im Pflasterstrand und im Kursbuch die Bücher Der Globaltrottel, Solarperlexus und Ozeandertaler. Remann war langjährig die deutsche Stimme David Copperfields bei dessen Live-Auftritten. Heute betätigt er sich als Medienkünstler und Kurator von Veranstaltungen und Projekte wie den Unterwasser-Konzerten und dem Apoldaer Weltglockengeläut.
Seit 2004 ist Remann Dozent für Medienkunst und Mediengestaltung an der Bauhaus-Universität Weimar.

## Geschichte
Erste Experimente mit der Licht- und Klangtechnik führte Remann 1986 beim sogenannten „1. Frankfurter Unterwasserkonzert“ im damaligen Stadtbad-Mitte (heute Wave im Frankfurt Hilton-Hotel) als künstlerische Performance durch. Organisator war Dieter Buroch, beteiligter Musiker unter anderen Alfred Harth.
Dieses Unterwasserkonzert brachte Remann einen Eintrag in das Guinness-Buch der Rekorde.
Im Jahr 2000 gehörte Liquid Sound zu den registrierten Weltprojekten der Weltausstellung „Expo 2000“ in Hannover.

## Anwendungen
„Liquid Sound“, ein EDV-gesteuertes Multimediasystem für den Einsatz von Licht über und Klang unter Wasser, wurde Anfang der 1990er Jahre zunächst in vereinzelten Floating-Anlagen in Deutschland und Österreich eingeführt.
Im thüringischen Kurort Bad Sulza entwickelte Remann das konzeptionelle und technische Know-how weiter. Die erste fest installierte Liquid Sound-Anlage wurde dann am 9. November 1993 im Therapiebecken des Klinikzentrums Bad Sulza eröffnet und bildete die Basis für alle nachfolgenden Installationen.
Bekannter geworden ist der Begriff indes erst nach 1993 durch intensive Bewerbung und Vermarktung in den drei so genannten „Toskana-Thermen“ in Bad Sulza, Bad Schandau und Bad Orb; verwandte Anlagen gibt es in Bad Nauheim und Berlin. Zahlreiche Wellness-Hotels in Deutschland, Österreich, Südtirol und auch an der Costa del Sol haben Liquid-Sound-Pools unterschiedlicher Größenordnungen und Gestaltungen seither im Angebot.
Die Badenden liegen reglos und schweigend ausgestreckt in einem Pool konzentrierter warmer Sole, blicken in eine Kuppel mit alternierenden Lichtspielen und hören Unterwasser-Musik verschiedener Stilrichtungen (Klassik, Jazz); hinzu kommen eigene Klangexperimente mit Musikern und DJs des sogenannten „Liquid Sound Clubs“ im Umfeld Remanns. Zu bestimmten Terminen (beispielsweise Vollmondnächten) werden auch Live-Konzerte veranstaltet.
Das zugrunde liegende esoterische Konzept ist umstritten. Remann hatte 1985 im Nordpazifik Kommunikations-Experimente mit Orcawalen unternommen und nach Wegen gesucht, diese Walgesänge für Menschen auf der Suche nach Kraftquellen unter Wasser erfahrbar zu machen. Ergebnis war eine ausgeklügelte Technik mit Unterwasser-Lautsprechern, digitalen Lichtanlagen, Verstärkern und Mischpulten in den Thermen-Anlagen, deren wirtschaftlicher Erfolg durch steigende Besucherzahlen in den Kurorten dokumentiert ist.
Beispielsweise ist für Liquid Sound eine spezielle Musikanlage nötig. Denn unter Wasser hört man anders als in der Luft: Nicht stereo, sondern die Töne lassen sich gar nicht orten. Grund: Die Schallwellen breiten sich unter Wasser zirka fünfmal schneller aus als in der Luft. Durch die höhere Schallgeschwindigkeit scheint der Sound von überall herzukommen.
„Liquid Sound bündelt Erkenntnisse moderner Medizin (Entspannungstechniken, Mind-Technology, Balneotherapie), mit Kunst (Musik, Architektur) und Badevergnügen (Whirlpools, Dampfbäder, Saunalandschaft, Inhalation, Solarien, Restaurant u. a.).“
Ein therapeutischer Nutzen ist jedoch nicht nachgewiesen.